# Sorø Bystation
Sorø Bystation er en nedlagt dansk jernbanestation i Sorø. Den var station på Sorø-Vedde-banen, som blev anlagt i 1903 bl.a. for at Sorø kunne få en station inde i byen. Sorø havde i 1856 fået Sorø Station på København-Korsør-banen, men den ligger 1½ km syd for byen i Frederiksberg og blev derfor også kaldt Sorø Landstation i Veddebanens tid.
Persontrafikken på Veddebanen ophørte i 1933. Godstrafikken mellem Sorø By og Vedde blev indstillet i 1950, hvorefter sporet blev taget op. Sporet mellem de to Sorø-stationer blev liggende nogle år som sidespor under Sorø Station, og der blev bl.a. kørt udflugtstog til et lille trinbræt, der blev oprettet ved Sorø Sø i 1952.
Stationsbygningen er bevaret som kernen i Sorø Kommunes rådhus på Rådhusvej 8. Rådhuset er udvidet med tilbygninger rundt omkring den gamle stationsbygning.
55°26′5″N 11°33′40″Ø / 55.43472°N 11.56111°Ø